# Cacosterninae
Sous-famille
Les Cacosterninae sont une sous-famille d'amphibiens de la famille des Pyxicephalidae.

## Répartition
Cette sous-famille regroupe 11 genres que l'on rencontrent en Afrique subsaharienne.

## Liste des genres
Selon Amphibian Species of the World (18 juillet 2013) :
- genre Amietia Dubois, 1987
- genre Anhydrophryne Hewitt, 1919
- genre Arthroleptella Hewitt, 1926
- genre Cacosternum Boulenger, 1887
- genre Microbatrachella Hewitt, 1926
- genre Natalobatrachus Hewitt & Methuen, 1912
- genre Nothophryne Poynton, 1963
- genre Poyntonia Channing & Boycott, 1989
- genre Strongylopus Tschudi, 1838
- genre Tomopterna Duméril & Bibron, 1841

## Publication originale
- Noble, 1931 : The Biology of the Amphibia. New York and London, McGraw-Hill, p. 1-577 (texte intégral).